# 중탕

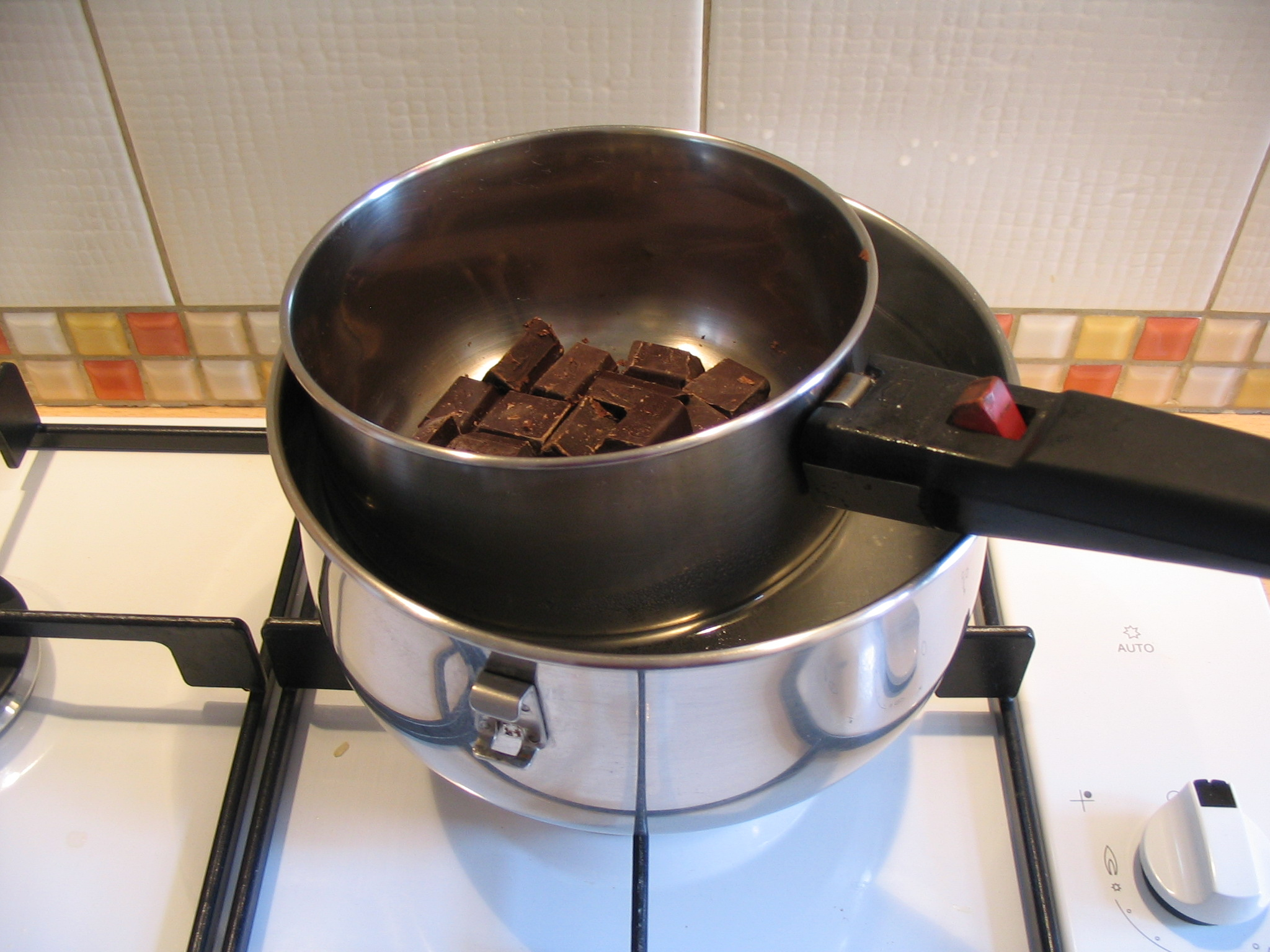
초콜릿 중탕하기

중탕(重湯, 영어: double boiling)은 음식이 담긴 그릇을 끓는 물에 넣어 익히거나 데우는 것이다. 그릇을 기름에 담그고 간접적으로 가열하는 기름중탕과 비교하여 물중탕이라 부르기도 한다.
중탕할 때는 중탕냄비(프랑스어: bain-marie 뱅마리[*])가 자주 사용된다.

## 같이 보기
- 끓이기
- 삶기
- 수비드